# 일본인구학회
일본인구학회(일본어: 日本人口学会, 영어: The Population Association Of Japan, PAOJ)는 1948년에 설립된 인구 관련 협회이다. 2001년, 세기 전환에 따라 대규모 사업으로 3년의 준비기간에 약 200명의 연구자들이 참여하여《인구대사전 (Dicionary of Population)》을 출간했다. 1978년부터 《일본인구학(Jinkogaku Kenkyu, The Journal of Population Studies)》을 년 2회씩 발간해오고 있다.